# Isla de Iona (Rusia)
La isla de Iona (en ruso: остров Ионы), es una pequeña isla en el mar de Ojotsk. Es de 1,6 km de largo y 850 m de ancho, y es de forma cónica. Antes de la Revolución rusa se la conocía con el nombre de isla de San Jonás (Остров Святого Ионы, isla de San Iona), obispo metropolitano de Moscú a mediados del siglo XV.
La isla de Iona es la única isla en el mar de Ojotsk que está en el mar abierto. Las demás islas del mar de Ojotsk están cerca del continente o forman parte del archipiélago de las islas Kuriles.
En la isla habitan leones marinos de Steller y una gran colonia de aves marinas.
No hay población permanente. La gente llega a la isla una vez al año para cambiar las baterías de la estación meteorológica, que es la única construcción de la isla, aparte de una pequeña casa-refugio, construida en los años 1970 por algún hidrografo o radioaficionado.
Administrativamente la isla de Iona pertenece al krai de Jabárovsk de la Federación Rusa. Con el territorio adyacente, constituye un monumento natural de importancia regional de 80 ha.